# Megaphragma anomalifuniculi
Megaphragma anomalifuniculi is een vliesvleugelig insect uit de familie Trichogrammatidae. De wetenschappelijke naam is voor het eerst geldig gepubliceerd in 1997 door Yuan & Lou.